# Bleekgele vederdistel
De bleekgele vederdistel (Cirsium erisithales) is een vederdistelsoort die voorkomt in gebergten.

## Beschrijving
Deze 30-150 (200) cm hoge plant heeft een meestal weinig vertakte stengel, die pas bovenin in verscheidene bloemstelen vertakt) en bloeien van juli tot september. De bloemstelen zijn meestal knikkend; de bloemhoofdjes staan met 1-5 bijeen, zonder omhullende schutbladen De omwindselblaadjes zijn lancetvormig, stekelig en dicht beklierd.
De bloemen zijn bleekgeel (een enkele keer paarsrood).
In het onderste deel is de plant rijk bebladerd, de bladeren zijn diep veerspletig tot veerdelig, met 8-12 stekelig getande delen per blad. De middelste en bovenste bladeren zijn stengelomvattend.
De bladsegmenten zijn alleen ongeveer even groot.

## Verspreiding
De plant komt algemeen voor in de Oostelijke en Zuidelijke alpen. Naar het westen komt ze voor tot in de Franse middelgebergten, naar het oosten toe loopt haar verspreidingsgebied tot in de Karpaten, de Dinarische Alpen en Rusland.
Deze planten groeien op kalkhoudende grond in bossen, weilanden, en op steile hellingen. In de Kalkalpen is ze vrij algemeen.